# ویکتور بازینوف
ویکتور بازینوف (روسی: Виктор Андреевич Баженов؛ زادهٔ ۶ اوت ۱۹۴۶) ورزشکار شمشیربازی اهل اتحاد جماهیر شوروی سوسیالیستی است.
وی در مسابقات کشوری و بین‌المللی در مجموع برندهٔ ۱ مدال نقره شده‌است.